# Jarmund/Vigsnæs AS Arkitekter
Jarmund/Vigsnæs AS Arkitekter MNAL es una oficina de arquitectura noruega, establecida en 1996 por Håkon Vigsnæs y Einar Jarmund. En 2004, Alessandra Kosberg se convirtió en la tercera socia de la firma. Todos los socios son egresados de la Escuela de Arquitectura y Diseño de Oslo. Jarmund/Vigsnæs tiene sus oficinas en Oslo.
Jarmund/Vigsnæs diseña proyectos que van desde cabañas y viviendas unifamiliares, hasta grandes edificios públicos. A menudo, se les considera de "supermodernistas" o "neominimalistas". Su trabajo ha sido bien recibido a nivel internacional. En 1999, la revista Wallpaper. les consideró una de las 20 jóvenes oficinas de arquitectura más importantes del mundo. En ocasión del 25 aniversario del Museo de Arquitectura Noruego en el 2000, el trabajo de Jarmund/Vigsnæs fue presentado en una exhibición de 14 proyectos habitacionales bajo el título "Jóvenes y Prometedores" Su trabajo también ha sido presentado en la Bienal de Arquitectura de Sao Paulo, en 2007.

## Obras seleccionadas
- Gimnasio y centro de deportes Hagaparken, Vänersborg en Suecia
- Vías turísticas nacionales en Lofoten: Hamnøy, Nappskaret y Raftsundet
- Centro Juvenil de Dønning, Gimsøystraumen en Lofoten
- Moloveien 28 (vivienda), Ålesund
- Noria Moria, apartamentos y hotel en Norefjell
- Escuela de Arquitectura y Diseño de Oslo (2001)
- Galleri Trafo, Bærum (renovación)
- Oficinas del Departamento de Defensa de Noruega en Akershus; en conjunto con ØKAW arkitekter)
- Parque de Investigación de Svalbard, Longyearbyen (expansión, 2005)
- Residencias estudiantiles en Leiden, Holanda (renovación)
- Hotel Turtagrø, Luster (reconstrucción tras incendio) (2002)
- La Casa Roja, vivienda familiar en Røa, Oslo (2002)
- Universidad de Molde
- Centro acuático de Vestkant en Oslo (rehabilitación y renovación) (2000)
- Central de tráfico en Kvitsøy (1999)
- Oficinas de Telenor AS en Fornebu
- Vivienda unifamiliar en Fiolvegen 6, Asker (1998)
- Edificio administrativo del gobernador de Svalbard (reconstrucción tras incendio) (1997) (Premio Ar+d 2001)
- Viviena + atelier en Langoddveien 111, Snarøya (1997)
- Centro de Visitantes de Washington Pass, Bosque Nacional Okanogan, Washington